# 1987 en handball
| Années du handball : 1984 - 1985 - 1986 - 1987 - 1988 - 1989 - 1990    |
| Décennies du handball : 1950 - 1960 - 1970 - 1980 - 1990 - 2000 - 2010 |

Cet article présente les faits marquants de l'année 1987 en handball.

## Par compétitions
En cette année pré-olympique, de nombreuses compétitions sont jouées lors de cette année 1987, notamment afin de qualifier les équipes qui ne sont pas parvenues à le faire lors des championnats du monde féminin et masculin, disputés en 1986. Toutes ces compétitions sont classées par ordre chronologique.
Légende
- Qualifié pour les Jeux olympiques de 1988 via cette compétition.
- Qualifié pour les Jeux olympiques de 1988 en tant que pays hôte.
- Qualifié pour le Championnat du monde B féminin 1987 via cette compétition.
- Qualifié pour le Championnat du monde B 1989 via cette compétition.

### Championnat du monde B masculin
|                           | Hommes           |
| ------------------------- | ---------------- |
| Médaille d'or, monde      | Union soviétique |
| Médaille d'argent, monde  | Tchécoslovaquie  |
| Médaille de bronze, monde | Pologne          |

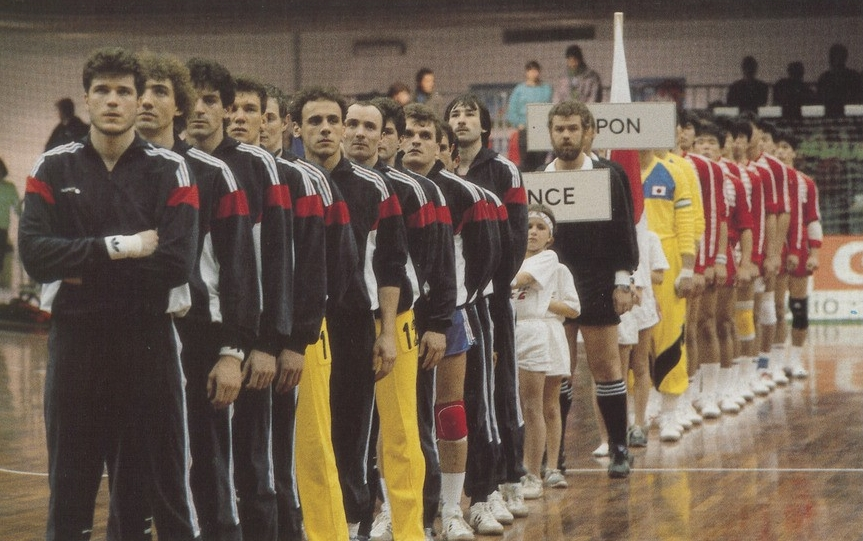
La France, ici face au Japon, a terminé 8e de ce mondial B.

Véritable division 2 du handball mondial, les meilleures équipes du Championnat du monde B obtenaient ainsi leurs billets pour le Championnat du monde A ou, comme ici, pour les Jeux olympiques, tandis que les moins bonnes équipes européennes étaient reléguées dans le Championnat du monde C.
Le Championnat du monde B a eu lieu du 17 au 28 février en Italie. L'URSS remporte la compétition et se qualifie pour les Jeux olympiques de Séoul en compagnie de la Tchécoslovaquie, finaliste. 
À l'inverse, la Pologne (troisième), l'Allemagne de l'Ouest (vice-championne olympique en 1984), la Roumanie (médaillée sur les quatre précédents JO) et le Danemark (qualifiée sur les quatre précédentes éditions) n'iront pas à Séoul.
Enfin, l'Italie et la Finlande sont relégués dans le Championnat du monde C 1988 (pl).

### Championnats d'Afrique des nations
|                             | Hommes  | Femmes        |
| --------------------------- | ------- | ------------- |
| Médaille d'or, Afrique      | Algérie | Côte d'Ivoire |
| Médaille d'argent, Afrique  | Égypte  | Cameroun      |
| Médaille de bronze, Afrique | Tunisie | RP Congo      |

La 7e édition des Championnats d'Afrique des nations a eu lieu à Rabat (Maroc) du 3 au 12 juillet 1987. Le tournoi réunit les meilleures équipes de handball en Afrique.
Dans le tournoi masculin, l'Algérie remporte son 4e titre consécutif de champion d'Afrique en s'imposant en finale 22 à 16 face à l'Égypte. Elle obtient à cette occasion sa qualification pour les Jeux olympiques de 1988.
Dans le tournoi féminin, la Côte d'Ivoire remporte son premier titre dans la compétition en s'imposant en finale face au Cameroun. La RP Congo, quadruple tenante du titre, doit se contenter de la troisième place.

### Jeux africains
|                             | Hommes   | Femmes        |
| --------------------------- | -------- | ------------- |
| Médaille d'or, Afrique      | Algérie  | Côte d'Ivoire |
| Médaille d'argent, Afrique  | RP Congo | RP Congo      |
| Médaille de bronze, Afrique | Égypte   | Cameroun      |

La compétition de handball aux Jeux africains de 1987 a lieu du 2 au 11 août à Nairobi au Kenya. Deux tournois, masculin et féminin, ont lieu.
On retrouve les mêmes champions qu'aux Championnats d'Afrique des nations avec la victoire des Algériens et des Ivoiriennes. Le reste du podium est par contre différent, la République populaire du Congo étant finaliste des deux tournois.

### Jeux panaméricains
|                             | Hommes     | Femmes     |
| --------------------------- | ---------- | ---------- |
| Médaille d'or, Afrique      | États-Unis | États-Unis |
| Médaille d'argent, Afrique  | Cuba       | Canada     |
| Médaille de bronze, Afrique | Brésil     | Brésil     |

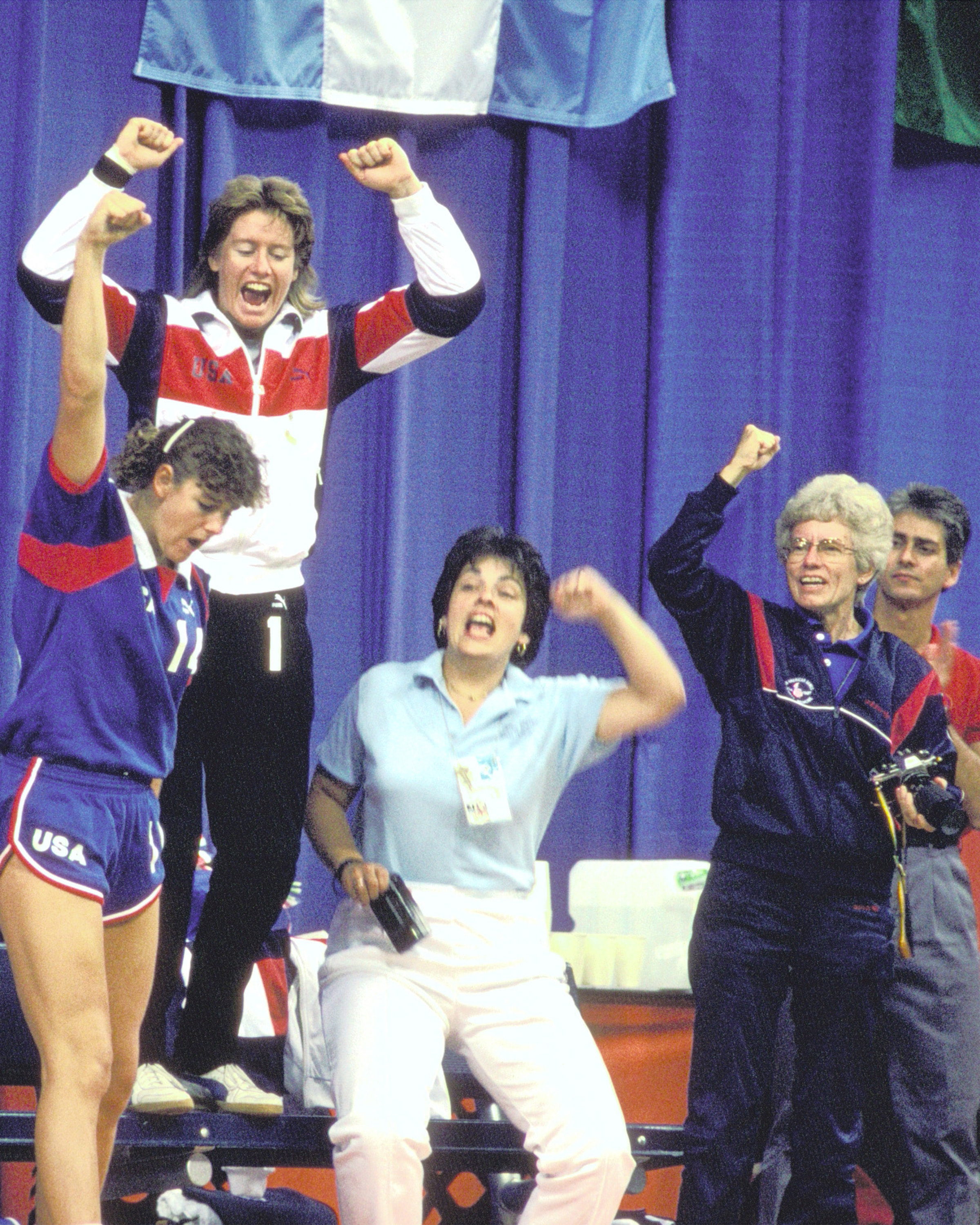
Les Américaines célèbrent leur victoire.

Le handball est introduit pour la première fois à l'occasion de ces dixièmes Jeux panaméricains, disputés du 7 au 23 août à Indianapolis aux États-Unis. Deux tournois, un masculin et un féminin (es), ont lieu et remplacent le Championnat panaméricain habituellement disputé tous les deux ans.
À domicile, les États-Unis font le doublé et qualifient leurs deux équipes pour les Jeux olympiques de Séoul. En finale, les États-Unis se sont imposés face à Cuba chez les hommes et face au Canada chez les femmes. Le Brésil termine à la troisième place dans les deux tournois.

### Championnats d'Asie
|                          | Hommes       | Femmes       |
| ------------------------ | ------------ | ------------ |
| Médaille d'or, Asie      | Corée du Sud | Corée du Sud |
| Médaille d'argent, Asie  | Japon        | Chine        |
| Médaille de bronze, Asie | Koweït       | Japon        |

Les Championnats d'Asie ont eu lieu à Amman (Jordanie) du 20 au 29 août 1987. Le tournoi réunit les meilleures équipes de handball en Asie.
féminin
Dans la quatrième édition tournoi masculin (en), la Corée du Sud remporte assez nettement tous ses matchs et devance le Japon et le Koweït.
Dans la première édition tournoi féminin (en), la Corée du Sud  remporte nettement tous ses matchs dans la compétition (différence de buts de +22 en moyenne), s'imposant 34-24 en finale face à la Chine. Le Japon complète le podium.
La Corée du Sud étant déjà qualifiée pour les Jeux olympiques de 1988 en tant que pays hôte, c'est le Japon chez les hommes et la Chine chez les femmes qui récupèrent la qualification continentale octroyée à l'Asie.

### Jeux méditerranéens
|                                         | Hommes  | Femmes  |
| --------------------------------------- | ------- | ------- |
| Médaille d'or, Jeux méditerranéens      | Algérie | Italie  |
| Médaille d'argent, Jeux méditerranéens  | France  | France  |
| Médaille de bronze, Jeux méditerranéens | Espagne | Espagne |

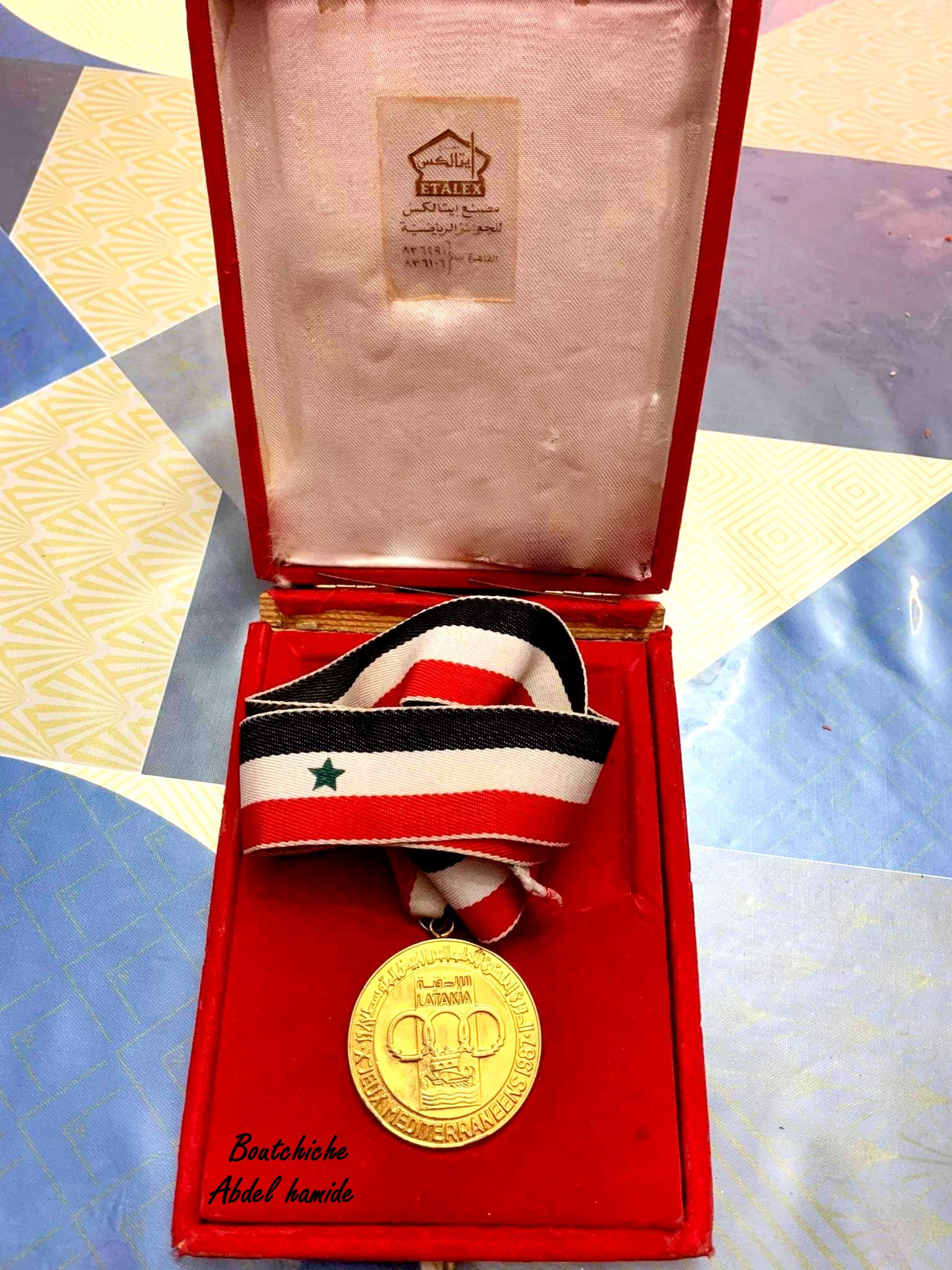
La médaille d'or des Jeux méditerranéens de 1987 décernée à Abdelhamid Boutchiche.

Les compétitions de handball aux Jeux méditerranéens de 1987 se sont déroulées du 13 au 21 septembre à Lattaquié en Syrie. À noter l'absence de la Yougoslavie qui avait remporté les quatre premières éditions chez les hommes et la première édition chez les femmes.
La compétition est remportée par l'Algérie chez les hommes et l'Italie chez les femmes, la France étant finaliste et l'Espagne médaillée de bronze des deux tournois.

### Championnats du monde junior
|                           | Hommes           | Femmes             |
| ------------------------- | ---------------- | ------------------ |
| Médaille d'or, monde      | Yougoslavie      | Union soviétique   |
| Médaille d'argent, monde  | Espagne          | Danemark           |
| Médaille de bronze, monde | Union soviétique | Allemagne de l'Est |

L'édition 1987 (en) du Championnat du monde junior féminin a eu lieu du 23 octobre au 1er novembre au Danemark.
La URSS remporte son cinquième titre dans la compétition. Placé dans la même poule, l'autre favori qu'est l'Allemagne de l'Est doit se contenter de la troisième place. À domicile, les Danoises se sont extirpées d'une poule serrée pour se qualifier pour la finale.
L'édition 1987 (pl) du Championnat du monde junior masculin a eu lieu du 3 au 13 décembre en Yougoslavie. Le groupe II du tour principal est dominé par les Yougoslaves et le Soviétiques qui s'opposent lors du dernier match de poule. À domicile, la Yougoslavie profite de l'ambiance hostile envers son adversaire pour s'imposer d'un but (19-18) et se qualifie pour la finale tandis que l'URSS, vainqueur de quatre des cinq premières éditions, devra se contenter du match pour la 3e place. Le groupe I du tour principal est beaucoup plus serré et les Français, en course pour la finale, s'inclinent lors de leur dernier match face aux Suédois, finalement deuxième de la poule tandis que les Espagnols vont en finale. Lors des finales, l'URSS s'est vengé face à la Suède 34-18 pour terminer troisième tandis que la finale, serrée, s'est conclue par la victoire de la Yougoslavie aux dépens de l'Espagne (28-26).

### Championnat du monde B féminin
|                           | Femmes      |
| ------------------------- | ----------- |
| Médaille d'or, monde      | Yougoslavie |
| Médaille d'argent, monde  | Roumanie    |
| Médaille de bronze, monde | Hongrie     |

Véritable division 2 du handball mondial, les meilleures équipes du Championnat du monde B obtenaient ainsi leurs billets pour le Championnat du monde A ou, comme ici, pour les Jeux olympiques, tandis que les moins bonnes équipes européennes étaient reléguées dans le Championnat du monde C.
Le Championnat du monde B 1987 (pl) a eu lieu du 9 au 18 décembre en Bulgarie. La Yougoslavie remporte la compétition et décroche la seule qualification pour les Jeux olympiques de Séoul. 
À l'inverse, la Roumanie (finaliste), la Hongrie (troisième) et la RDA (triple championne du monde dans les années 1970 mais seulement cinquième) n'iront pas à Séoul.
Enfin, la France, les Pays-Bas et l'Espagne sont relégués dans le Championnat du monde C 1988.

## Meilleurs handballeurs de l'année 1987
Pour la première fois, l'élection du joueur et de la joueuse de handball de l'année est organisée par la Commission de handball de l'Association internationale de la presse sportive (AIPS),. Le comité a établi en mars 1988 une liste de 10 joueurs et 10 joueuses qui a été envoyée à un journaliste sportif de chaque pays. Ils doivent choisir les cinq meilleurs ou peuvent en ajouter à cette liste s’ils le jugent nécessaire.
Les Yougoslaves Veselin Vujović et Svetlana Kitić ont été désignés, mais les résultats détaillés ne sont pas connus.
Remarque : contrairement à ce qu'annonce l'IHF, il ne s'agit pas de l'élection pour l'année 1988 mais bien pour l'année 1987,,. Cela est cohérent avec le fait que la liste des nommés a été donnée au début de l'année 1988.

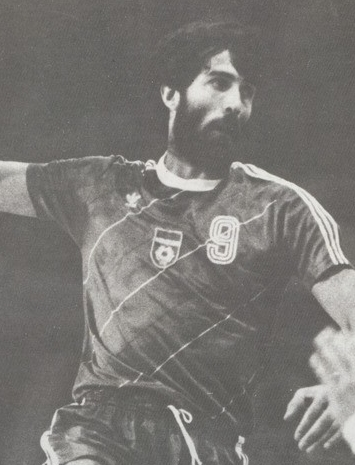
Veselin Vujović, élu meilleur handballeur mondial de l'année.

| Rang | Joueuse                  | Nationalité      | Club(s)                          | Poste               | Votes |
| ---- | ------------------------ | ---------------- | -------------------------------- | ------------------- | ----- |
| 1    | Svetlana Kitić           | Yougoslavie      | Radnički Belgrade/ Buxtehuder SV | Demi-centre         | ?     |
| ?    | Dragana Pešić-Vujić (en) | Yougoslavie      |                                  | ?                   | ?     |
| ?    | Zinaïda Tourtchyna       | Union soviétique | Spartak Kiev                     | arrière             | ?     |
| ?    | Tamila Oleksiouk         | Union soviétique | Spartak Kiev                     | ?                   | ?     |
| ?    | Ingrid Steen             | Norvège          | Sverresborg IF                   | arrière             | ?     |
| ?    | Mária Ďurišinová (en)    | Tchécoslovaquie  | Start Bratislava (sk)            |                     | ?     |
| ?    | Jasna Merdan-Kolar       | Autriche         | Hypo Niederösterreich            | Demi-centre/Arrière | ?     |
| ?    | Tatiana Vateva           | Bulgarie         | CSKA Sofia                       | Arrière             | ?     |
| ?    | Mia Hermansson-Högdahl   | Suède            | Tyresö HF & Byåsen Trondheim     | Demi-centre         | ?     |
| ?    | Kim Hyun-mee             | Corée du Sud     | Chodang ?                        | Demi-centre         | ?     |

| Rang | Joueur                       | Nationalité          | Club(s)                    | Poste          | Votes |
| ---- | ---------------------------- | -------------------- | -------------------------- | -------------- | ----- |
| 1    | Veselin Vujović              | Yougoslavie          | Metaloplastika Šabac       | Arrière gauche | ?     |
| ?    | Alexandre Toutchkine         | Union soviétique     | SKA Minsk                  | Arrière droit  | ?     |
| ?    | Martin Schwalb               | Allemagne de l'Ouest | TV Großwallstadt           | Arrière droit  | ?     |
| ?    | Mats Olsson                  | Suède                | Lugi HF                    | Gardien de but | ?     |
| ?    | Frank-Michael Wahl (de)      | Allemagne de l'Est   | SC Empor Rostock           | Arrière gauche | ?     |
| ?    | Sigurður Gunnarsson (en)     | Islande              | CB 3 de mayo Tenerife (es) | ?              | ?     |
| ?    | Juan Francisco Muñoz Melo    | Espagne              | FC Barcelone               | Arrière gauche | ?     |
| ?    | Eugenio Serrano Gispert (de) | Espagne              | FC Barcelone               | Ailier droit   | ?     |
| ?    | Kang Jae-won                 | Corée du Sud         | Université Kyung Hee       | Arrière droit  | ?     |
| ?    | Mikael Källman (de)          | Finlande             | SG Wallau-Massenheim       | Demi-centre    | ?     |

## Bilan de la saison 1986-1987 en club

### Coupes d'Europe
Les coupes d'Europe sont dominées par l'URSS puisque seule la Coupe de l'IHF féminine (de) lui a échappé :
|    | Compétition                    | Vainqueur               | Finaliste             | Score    |
| -- | ------------------------------ | ----------------------- | --------------------- | -------- |
| H. | Coupe des clubs champions (C1) | SKA Minsk               | Wybrzeże Gdańsk       | 62 – 49  |
| H. | Coupe des coupes (C2)          | CSKA Moscou             | ZMC Amicitia Zurich   | 38 – 35  |
| H. | Coupe de l'IHF (C3)            | Granitas Kaunas         | Atlético Madrid       | 41* – 41 |
| F. | Coupe des clubs champions (C1) | Spartak Kiev            | Hypo Niederösterreich | 52 – 45  |
| F. | Coupe des coupes (C2) (de)     | Kouban Krasnodar        | TSC Berlin            | 44 – 40  |
| F. | Coupe de l'IHF (C3) (de)       | ŽRK Budućnost Podgorica | Start Bratislava (sk) | 55 – 50  |

* Vainqueur selon la règle du nombre de buts marqués à l'extérieur (23 contre 18)

### Saison 1986-1987 en France
L'USM Gagny, tant chez les hommes (cinquième et dernier championnat et première coupe) que chez les femmes (deuxième championnat), domine alors le handball en France :
|    | Compétition           | Vainqueur                   | Second                      | Score   |
| -- | --------------------- | --------------------------- | --------------------------- | ------- |
| H. | Championnat de France | USM Gagny                   | USAM Nîmes                  | -       |
| H. | Coupe de France       | USM Gagny                   | US Créteil                  | 27 – 20 |
| F. | Championnat de France | USM Gagny                   | Stade Français-Issy-les-Mlx | -       |
| F. | Coupe de France       | Stade Français-Issy-les-Mlx | ASPTT Metz                  | 21 – 19 |

## Naissances et décès
Parmi les personnalités du handball nées en 1987, on trouve notamment :
- Igor Anic
- Arnaud Bingo
- Nicolas Claire
- Eduardo Gurbindo
- Mikkel Hansen
- Polina Kouznetsova
- Alexandra Lacrabère
- Andrea Lekić
- Frankis Marzo